# Rent-seeking
Inden for økonomisk teori betegner rent-seeking forsøg på at skaffe en gevinst (på engelsk kaldt economic rent) på bekostning af andre i stedet for ved at skabe egentlige nye værdier. Et eksempel er at bruge ressourcer på politisk lobbyisme for at fremme en bestemt lovgivning, der tjener egne interesser. Et berømt eksempel på resultatet af rent-seeking er begrænsning af adgangen til lukrative beskæftigelser som eksempelvis middelalderens lav eller moderne restriktioner i den fri næringsret i form af licenser og monopoler. Ud over lobbyisme kan også berigelseskriminalitet, advokatvirksomhed, bestikkelse og andre former for korruption samt alle forsøg fra virksomheders side på at opnå monopolmagt på et marked opfattes som udtryk for rent-seeking.

## Etymologi
Fænomenet rent-seeking i forbindelse med monopoler blev identificeret i 1967 af Gordon Tullock, men selve begrebet "rent-seeking" blev først skabt i 1974 af Anne Krueger. Ordet "rent" refererer her ikke, som ellers normalt på engelsk, til betalingen for at leje et aktiv, men stammer i stedet fra Adam Smiths opdeling af indkomst i profit, løn og "rent" som betaling for de tre produktionsfaktorer kapital, lønarbejde og jord. "Rent" i denne, de klassiske økonomers betydning, oversættes på dansk til jordrente. Det er tilknytningen til jord og dermed også boliger, som har givet ordet den ofte anvendte betydning af husleje, men på engelsk bruges begrebet "(economic) rent" i en bredere betydning, som på dansk kan oversættes til knaphedsrente. Knaphedsrenten kan defineres som den del af en indkomst, som betales til en produktionsfaktor ud over, hvad der skal til for at kunne fastholde dens brug. En fodboldspiller som Lionel Messi tjener i denne forstand en betydelig knaphedsrente, idet hans aflønning ligger betydeligt over det minimumsniveau, han vil have for overhovedet at spille fodbold. Somme tider oversættes begrebet på dansk til "overnormal profit" eller "overnormalt afkast". Her er tanken, at en kapitalejer vil kræve en normalforrentning af kapital for overhovedet at ville foretage den pågældende forretning. Det er imidlertid ikke nødvendigt at tilbyde mere end det. I nogle tilfælde vil han alligevel kunne oppebære en større indtjening, og forskellen ned til normalafkastet vil så være den overnormale profit. I tilfælde af aktiver, som ikke skal fremstilles, men allerede findes fra naturens hånd som jord og naturressourcer, vil der naturligt være et overnormalt afkast af disse. Det kaldes så henholdsvis jordrente og ressourcerente. For eksempel er der en betydelig ressourcerente tilknyttet olie- og gasforekomster og minedrift.
På norsk kaldes rent-seeking for tilkarringsvirksomhet.

## Beskrivelse
En enkel definition af rent-seeking er brug af økonomiske ressourcer på at forøge ens andel af de eksisterende rigdomme i stedet for at skabe ny rigdom. Nettoeffekten af rent-seeking er at formindske samfundets totale rigdom, fordi der bliver brugt ressourcer og ikke skabt nogle nye. I en økonomisk-teoretisk sammenhæng er det vigtigt at skelne mellem rent-seeking og profitmaksimering eller -søgning (engelsk: profit-seeking). Profitmaksimering, som er det mål, almindelige virksomheder normalt antages at handle efter, er i denne sammenhæng samfundsgavnlig, i hvert fald i en markedsøkonomi med fuldkommen konkurrence, fordi den indebærer skabelsen af rigdomme gennem produktion, mens rent-seeking er udnyttelsen af samfundsinstitutioner, eksempelvis regeringsmagten, til at omfordele den eksisterende rigdom mellem bestemte grupper. I praksis kan indkomst, der er erhvervet ved hjælp af rent-seeking, selvsagt bidrage til en virksomheds overskud eller profit i ordets regnskabsmæssige forstand.
Et eksempel på rent-seeking i en moderne økonomi er politisk lobbyisme for at opnå offentlige subsidier eller andre direkte fordele eller for at få pålagt restriktioner på konkurrenter (f.eks. told eller handelshindringer) for at forøge ens egen markedsandel. Økonomer som formanden for den britiske finansielle reguleringsmyndighed Financial Services Authority, lord Adair Turner, har argumenteret for, at skabelsen af nye produkter i den finansielle sektor ofte er en form for rent-seeking.

## Teoriens udvikling
Rent-seeking adfærd er konceptuelt adskilt fra profitmaksimerende adfærd, hvor enheder forsøger at skabe en indkomst ved at foretage gensidigt gavnlige transaktioner. Ofte skelnes yderligere mellem "rent", som indtjenes lovligt via politisk magt, og rent, som er udbyttet af egentlig kriminel adfærd som bedrageri, underslæb og tyveri. Under denne synsvinkel opfattes profit som indkomst, der opnås ved konsensus gennem en gensidigt fordelagtig transaktion mellem to aktører (sælger og køber), og indkomst ved kriminel adfærd som opnået uden konsensus via vold eller bedrageri udøvet af en part mod en anden. "Rent" opnås i modsætning til disse to, når tredjepart berøver en part adgang til transaktioner, der ellers havde været mulige, sådan at formelt konsensuelle transaktioner bliver til adgang til rent-seeking for den tredje part.
Licenser til taxikørsel kan ses som et eksempel på rent-seeking. I den udstrækning udstedelsen af licenser blot begrænser det samlede udbud af taxikørsel (frem for at sikre kompetencer eller kvaliteten af tjenesterne) skaber forbuddet mod konkurrence en særlig overnormal profit, som kunderne kommer til at betale til taxiejerne i form af højere betaling på grund af taxiejernes monopolstilling.
Et andet eksempel på rent-seeking er korruption, hvor bureaukrater kræver bestikkelse for at give lovlige eller ulovlige fordele til deres klienter. I mange markedsøkonomer er mange former for rent-seeking lovlig uanset de skader, den kan påføre en økonomi. Nogle former for rent-seeking er dog typisk ulovlig som bestikkelse, korruption, smugleri og aktiviteter på det sorte marked.

## Konsekvenser af rent-seeking
Mulighederne for rent-seeking kan medføre en betydelig moralfare. Hvis det er billigere at "købe" en reguleringsmæssig begunstigelse end at opbygge en mere effektiv produktion, kan en virksomhed vælge den første mulighed og dermed høste en indkomst, som er helt urelateret til dens bidrag til samfundets samlede rigdom eller velfærd. Resultatet er en inoptimal allokering af reessourcerne - penge, der bliver brugt på lobbyister og modlobbyister i stedet for på forskning og udvikling, forbedret organisation, uddannelse af ansatte eller flere kapitalgoder - hvilket hæmmer den økonomiske udvikling.
Rent-seeking adfærd for at få en større jordrente optræder i georgistisk økonomisk teori, hvor værdien af jord i høj grad tilskrives forsyningen med offentlige tjenester og infrastruktur (f.eks. veje, nærhed til offentlige skoler, opretholdelse af lov og orden osv.) og det omgivende samfund i al almindelighed, snarere end det er resultatet af nogen handling fra jordejeren selv i dennes egenskab af skødeejer. (Sidstnævnte rolle bør adskilles fra rollen som ejendomsudvikler, da sidstnævnte ikke nødvendigvis er samme person.)
Et amerikansk studie har anslået, at rent-seeking har formindsket den samlede indkomst i USA med 45 procent. I sidste ende er det dog meget svært at måle den sande omkostning ved rent-seeking. Folk, der foretager rent-seeking, kan tænkes at være parate til at betale et beløb op til den gevinst, de vil kunne få ud af en reguleringsgevinst, for at få reguleringsgevinsten.
Forsyningen med offentlige goder kan også være et resultat af rent-seeking. Her er det spørgsmålet, om en privat forsyning af de pågældende tjenester med gratispassager-incitamenter eller offentlig forsyning med rent-seeking-incitamenter er den mest inefficiente måde at indrette forsyningen på.
Økonomen og nobelprisvinderen Joseph Stiglitz har argumenteret for, at rent-seeking i meget høj grad har bidraget til indkomstuligheden i USA via lobbyisme for regeringstiltag, som har givet særlige højindkomstgrupper gunstige indkomstmuligheder ved at give dem adgang til en større andel af de goder, som ellers ville være blevet fremstillet uden deres indsats.
Økonomerne Thomas Piketty, Emmanuel Saez og Stefanie Stantcheva har analyseret virkningerne i en række lande af ændringer i beskatningen og konkluderer, at en del indkomstulighed skabes som en konsekvens af rent-seeking hos højindkomst-skatteydere.